# Fórmula de Feynman-Kac
La fórmula de Feynman-Kac, que porta el nom de Richard Feynman i Mark Kac, estableix un vincle entre les equacions en derivades parcials parabòliques i els processos estocàstics. El 1947, quan Kac i Feynman eren tots dos membres del professorat de la Universitat de Cornell, Kac va assistir a una presentació de Feynman i va comentar que tots dos estaven treballant en el mateix des de diferents direccions. Va resultar la fórmula Feynman–Kac, que demostra rigorosament el cas de valor real de les integrals de camí de Feynman. El cas complex, que es produeix quan s'inclou el gir d'una partícula, encara és una qüestió oberta.
Ofereix un mètode per resoldre determinades equacions diferencials parcials simulant camins aleatoris d'un procés estocàstic. Per contra, una classe important d'expectatives de processos aleatoris es pot calcular mitjançant mètodes deterministes.

## Teorema
Considereu l'equació en derivades parcials {\displaystyle {\frac {\partial }{\partial t}}u(x,t)+\mu (x,t){\frac {\partial }{\partial x}}u(x,t)+{\tfrac {1}{2}}\sigma ^{2}(x,t){\frac {\partial ^{2}}{\partial x^{2}}}u(x,t)-V(x,t)u(x,t)+f(x,t)=0,} definit per a tots {\displaystyle x\in \mathbb {R} } i {\displaystyle t\in [0,T]}, subjecte a la condició terminal {\displaystyle u(x,T)=\psi (x),} on {\displaystyle \mu ,\sigma ,\psi ,V,f} són funcions conegudes, {\displaystyle T} és un paràmetre, i {\displaystyle u:\mathbb {R} \times [0,T]\to \mathbb {R} } és la desconeguda. Aleshores s'expressa la fórmula Feynman-Kac {\displaystyle u(x,t)} com a expectativa condicional sota la mesura de probabilitat {\displaystyle Q}
{\displaystyle u(x,t)=E^{Q}\left[e^{-\int _{t}^{T}V(X_{\tau },\tau )\,\mathrm {d} \tau }\psi (X_{T})+\int _{t}^{T}e^{-\int _{t}^{\tau }V(X_{s},s)\,\mathrm {d} s}f(X_{\tau },\tau )\,\mathrm {d} \tau \,{\Bigg |}\,X_{t}=x\right]}
on {\displaystyle X} és un procés Itô satisfactori {\displaystyle \mathrm {d} X_{t}=\mu (X_{t},t)\,\mathrm {d} t+\sigma (X_{t},t)\,\mathrm {d} W_{t}^{Q},} i {\displaystyle W_{t}^{Q}} un procés de Wiener (també anomenat moviment brownià) sota {\displaystyle Q}.

### Interpretació intuïtiva
Suposem que la posició {\displaystyle X_{t}} d'una partícula evoluciona segons el procés de difusió {\displaystyle dX_{t}=\mu (X_{t},t)\,\mathrm {d} t+\sigma (X_{t},t)\,\mathrm {d} W_{t}^{Q}.} Deixeu que la partícula tingui un "cost" a una velocitat de {\displaystyle f(X_{s},s)} a la ubicació {\displaystyle X_{s}} a l'hora {\displaystyle s}. Deixeu que tingui un cost final a {\displaystyle \psi (X_{T})}.
A més, deixeu que la partícula es decaigui. Si la partícula es troba a la ubicació {\displaystyle X_{s}} a l'hora {\displaystyle s}, aleshores decau amb la velocitat {\displaystyle V(X_{s},s)}. Després que la partícula s'hagi desintegrat, tot el cost futur és zero.
Aleshores {\displaystyle u(x,t)} és el cost previst, si la partícula comença a {\displaystyle (t,X_{t}=x).}

## Aplicacions

### Finances
En finances quantitatives, la fórmula de Feynman–Kac s'utilitza per calcular de manera eficient solucions a l'equació de Black–Scholes per a les opcions de preu de les accions i els preus dels bons de cupó zero en models d'estructura a terminis afins.

### Mecànica quàntica
En química quàntica, s'utilitza per resoldre l'equació de Schrödinger amb el mètode de Monte Carlo de difusió pura.